# Hrvatska radnička stranka (1999.)
Hrvatska radnička stranka politička je stranka u Republici Hrvatskoj, "stranka hrvatskog radništva", kako se naziva.
Osnovana je 1999., a sjedište joj je u Samoboru. Predsjednik stranke je Mladen Novosel.
"Hrvatska radnička stranka djelovat će u pravcu osiguranja slobode, temeljnjih prava svakog čovjeka, pojedinca, a posebno u ostvarivanju prava na primjerenu ekonomsku i socijalnu egzistenciju i dostojanstven život svih radnika." (Statut Hrvatske radničke stranke)
Hrvatska radnička stranka na parlamentarne izbore 2007. godine izašla je u koaliciji Udružena ljevica, sa strankama sličnih političkih usmjerenja. U koaliciji su bile Akcija socijaldemokrata Hrvatske, Zelena stranka, Jadranski socijaldemokrati, a u 8. i 9. izbornoj jedinici i Demokratska stranka žena.